# جوردون سميث (كاتب السيناريو)
جوردون سميث (بالإنجليزية: Gordon Smith)‏ كاتب سيناريو تلفزيوني أمريكي، اشتهر بعمله في اختلال ضال ومن الأفضل الاتصال بسول. تم ترشيح سميث لثلاثة جوائز فردية من الإيمي برايم تايم، وفاز بجائزة نقابة الكتاب الأمريكية للتلفزيون: الدراما العرضية في عام 2018 عن حلقة «الخداع»، وحصل على العديد من الترشيحات الأخرى.
بدأ سميث كمساعد إنتاج مكتبي للموسم 3 من اختلال ضال، ثم أصبح مساعد فينس غيليغان في الموسم 4، ومساعد الكتاب في الموسم 5. شارك سميث في كتابة فيلم اختلال ضال المصغر بعنوان فراخ وبنادق والذي كان صدر في الموسم الخامس بلو راي.

## وصلات خارجية
- جوردون سميث على قاعدة بيانات الأفلام على الإنترنت